# Dominion: Pod nadvládou zla
Dominion: Pod nadvládou zla (v anglickém originále Dominion: Prequel to the Exorcist) je americký film z roku 2005, který natočil režisér Paul Schrader podle scénáře Williama Wishera Jr. a Caleba Carra. Jde o pátý film z franšízy The Exorcist a prequel k původnímu filmu Vymítač ďábla (1973). Hlavní roli Lankestera Merrina v něm ztvárnil Stellan Skarsgård a v dalších rolích se představili například Gabriel Mann, Billy Crawford, Antonie Kamerling a Julian Wadham. Film měl původně režírovat John Frankenheimer s Liamem Neesonem v hlavní roli.